# La Fureur d'aimer
Pour plus de détails, voir Fiche technique et Distribution.
La Fureur d'aimer (Marjorie Morningstar) est un film américain réalisé par Irving Rapper, sorti en 1958.

## Fiche technique
- Titre original : Marjorie Morningstar
- Titre français : La Fureur d'aimer
- Réalisation : Irving Rapper, assisté de Don Alvarado
- Scénario : Everett Freeman d'après le livre de Herman Wouk
- Photographie : Harry Stradling Sr.
- Musique : Max Steiner
- Société de production : Beachwold Productions
- Société de distribution : Warner Bros.
- Pays d'origine :  États-Unis
- Format : Couleurs - Mono
- Genre : comédie romantique
- Durée : 128 minutes
- Date de sortie : 1958

## Distribution
- Gene Kelly (VF : Jean-Pierre Gernez) : Noel Airman
- Natalie Wood : Marjorie Morgenstern
- Claire Trevor : Rose Morgenstern
- Everett Sloane : Arnold Morgenstern
- Martin Milner : Wally Wronkin
- Carolyn Jones : Marsha Zelenko
- George Tobias : Maxwell Greech
- Martin Balsam : Dr David Harris
- Jesse White : Lou Michaelson
- Edd Byrnes : Sandy Lamm
- Paul Picerni : Philip Berman
- Alan Reed : Puddles Podell
- Ed Wynn : Oncle Samson
- Leslie Bradley : Blair